# Copa Mundial de Baloncesto 3×3 Masculino de 2025
La IX Copa Mundial de Baloncesto 3×3 Masculino se celebró en Ulán Bator (Mongolia) entre el 23 y el 29 de junio de 2025 bajo la organización de la Federación Internacional de Baloncesto y la Federación Mongola de Baloncesto.
Un total de veinte selecciones nacionales afiliadas a la FIBA compitieron por el título de campeón mundial, cuyo defensor era el equipo de Serbia, vencedor de la Copa de 2023. El equipo español se alzó con el oro, el primero en su historia, tras derrotar en la final a Suiza por 21–17.

## Clasificación
| Competición             | Fecha                                    | Sede                       | Plazas | Equipos clasificados                                                               |
| ----------------------- | ---------------------------------------- | -------------------------- | ------ | ---------------------------------------------------------------------------------- |
| País anfitrión          | –                                        | –                          | 1      | Mongolia                                                                           |
| Copa de Asia            | 27 – 31 de marzo de 2024                 | Singapur ( Singapur)       | 3      | Australia China Japón                                                              |
| Copa de Europa          | 22 – 25 de agosto de 2024                | Viena · ( Austria)         | 10     | Alemania Austria Bélgica España Francia Letonia Lituania Países Bajos Serbia Suiza |
| Copa de América         | 13 – 15 de diciembre de 2024             | San Juan ( Puerto Rico)    | 2      | Estados Unidos Puerto Rico                                                         |
| Copa de África          | 29 de noviembre – 1 de diciembre de 2024 | Antananarivo ( Madagascar) | 1      | Madagascar                                                                         |
| Torneo de clasificación | 24 – 25 de mayo de 2025                  | Bakú ( Azerbaiyán)         | 3      | Montenegro Gran Bretaña Canadá                                                     |
| TOTAL                   |                                          |                            | 20     | 20                                                                                 |

## Jugadores
| Semilla | Equipo         | Jugadores              | Jugadores                  | Jugadores               | Jugadores               |
| ------- | -------------- | ---------------------- | -------------------------- | ----------------------- | ----------------------- |
| 1       | Serbia         | Nemanja Barać          | Marko Branković            | Dejan Majstrović        | Strahina Stojačić       |
| 2       | Estados Unidos | Henry Caruso           | Mitch Hahn                 | James Parrott           | Dylan Travis            |
| 3       | Francia        | Paul Djoko             | Jules Rambaut              | Franck Seguela          | Raphaël Wilson          |
| 4       | Países Bajos   | Bryan Alberts          | Jan Driessen               | Worthy de Jong          | Dimeo van der Horst     |
| 5       | Lituania       | Evaldas Džiaugys       | Titas Januševičius         | Aurelijus Pukelis       | Modestas Kumpys         |
| 6       | Austria        | Toni Blazan            | Quincy Diggs               | Matthias Linortner      | Fabio Söhnel            |
| 7       | Letonia        | Kristaps Gludītis      | Kārlis Lasmanis            | Nauris Miezis           | Zigmārs Raimo           |
| 8       | Alemania       | Denzel Agyeman         | Sidi Beikame               | Leon Fertig             | Fabian Giessmann        |
| 9       | Bélgica        | Caspar Augustijnen     | Dennis Donkor              | Vic Van Oosterwyck      | Thibaut Vervoort        |
| 10      | Mongolia       | Ariunboldyn Anand      | Davaasambuugiin Delgernyam | Dulguun Enkhbat         | Onolbaataryn Enkhbaatar |
| 11      | China          | Guo Hanyu              | Wu Xingrui                 | Xiang Zhichao           | Zhang Dianliang         |
| 12      | España         | Iván Aurrecoechea      | Diego de Blas              | Guim Expósito           | Carlos Martínez         |
| 13      | Suiza          | Jonathan Dubas         | Natan Jurkovitz            | Thomas Jurkovitz        | Jonathan Kazadi         |
| 14      | Puerto Rico    | Leandro Allende        | Nathaniel Butler           | Luis Cuascut            | Antonio Ralat           |
| 15      | Japón          | Ryoichi Dewa           | Kenya Igo                  | Yuki Nakanishi          | Ryo Ozawa               |
| 16      | Montenegro     | Petar Ivanović         | Miloš Jovanović            | Marko Raičević          | Aleksa Vujadinović      |
| 17      | Canadá         | Grant Audu             | Jérôme Desrosiers          | Alex Johnson            | Aaron Rhooms            |
| 18      | Australia      | Jonah Antonio          | Joshua Davey               | Alex Higgins-Titsha     | John Stith              |
| 19      | Gran Bretaña   | Hafeez Abdul           | Ashley Hamilton            | Dwayne Lautier-Ogunleye | Evan Walshe             |
| 20      | Madagascar     | Elly Randriamampionona | Anthony Rasolomanana       | Livio Ratinarivo        | Alpha Solondrainy       |

## Ronda preliminar

### Grupo A
| Pos. | Equipo     | PJ | G | P | PF | PC | DP  | Pts | Clasificación    |
| ---- | ---------- | -- | - | - | -- | -- | --- | --- | ---------------- |
| 1    | Serbia     | 4  | 3 | 1 | 80 | 59 | +21 | 7   | Cuartos de final |
| 2    | Australia  | 4  | 3 | 1 | 80 | 72 | +8  | 7   | Octavos de final |
| 3    | Alemania   | 4  | 3 | 1 | 68 | 67 | +1  | 7   | Octavos de final |
| 4    | Bélgica    | 4  | 1 | 3 | 72 | 70 | +2  | 5   |                  |
| 5    | Madagascar | 4  | 4 | 0 | 52 | 84 | −32 | 8   |                  |

 Fuente: FIBA
Criterios de clasificación: 1) Victorias; 2) Resultados cara a cara; 3) Puntos anotados.
Notas:
1. 1 2 3  Resultados cara a cara: 1–1; clasificadas por diferencia de puntos anotados

| 24 de junio | Madagascar                            | 11–21       | Bélgica                         | Ulán Bator                                                     |  |
| 11:00       |                                       |             |                                 |                                                                |  |
|             | Estadísticas Anthony Rasolomanana (5) | Reporte Pts | Estadísticas (10) Dennis Donkor | Pabellón: Plaza Sükhbaatar Árbitros: Deanna Jackson Shi Qirong |  |

| 24 de junio | Australia                     | 17–21       | Alemania                          | Ulán Bator                                                       |  |
| 11:25       |                               |             |                                   |                                                                  |  |
|             | Estadísticas Dillon Stith (9) | Reporte Pts | Estadísticas (9) Fabian Giessmann | Pabellón: Plaza Sükhbaatar Árbitros: Najib Chajiddine Shi Qirong |  |

| 24 de junio | Bélgica                            | 20–21       | Serbia                         | Ulán Bator                                                           |  |
| 12:40       |                                    |             |                                |                                                                      |  |
|             | Estadísticas Thibaut Vervoort (10) | Reporte Pts | Estadísticas (8) Nemanja Barać | Pabellón: Plaza Sükhbaatar Árbitros: Najib Chajiddine Deanna Jackson |  |

| 24 de junio | Alemania                          | 21–13       | Madagascar                              | Ulán Bator                                                          |  |
| 13:05       |                                   |             |                                         |                                                                     |  |
|             | Estadísticas Fabian Giessmann (9) | Reporte Pts | Estadísticas (7) Elly Randriamampionona | Pabellón: Plaza Sükhbaatar Árbitros: Deanna Jackson Alex Talisainen |  |

| 24 de junio | Serbia                         | 17–21       | Australia                       | Ulán Bator                                                      |  |
| 14:30       |                                |             |                                 |                                                                 |  |
|             | Estadísticas Nemanja Barać (8) | Reporte Pts | Estadísticas (10) Jonah Antonio | Pabellón: Plaza Sükhbaatar Árbitros: Shi Qirong Alex Talisainen |  |

| 26 de junio | Bélgica                           | 15–21       | Australia                      | Ulán Bator                                                                   |  |
| 11:00       |                                   |             |                                |                                                                              |  |
|             | Estadísticas Thibaut Vervoort (6) | Reporte Pts | Estadísticas (9) Jonah Antonio | Pabellón: Plaza Sükhbaatar Árbitros: Brigitta Csabai-Kaskötő Alex Talisainen |  |

| 26 de junio | Madagascar                         | 9–21        | Serbia                              | Ulán Bator                                                            |  |
| 11:25       |                                    |             |                                     |                                                                       |  |
|             | Estadísticas Alpha Solondrainy (4) | Reporte Pts | Estadísticas (11) Dejan Majstorović | Pabellón: Plaza Sükhbaatar Árbitros: Gonzalo Paz Chiapponi Shi Qirong |  |

| 26 de junio | Alemania                          | 17–16       | Bélgica                           | Ulán Bator                                                            |  |
| 12:40       |                                   |             |                                   |                                                                       |  |
|             | Estadísticas Fabian Giessmann (7) | Reporte Pts | Estadísticas (6) Thibaut Vervoort | Pabellón: Plaza Sükhbaatar Árbitros: Gonzalo Paz Chiapponi Shi Qirong |  |

| 26 de junio | Australia                     | 21–19       | Madagascar                         | Ulán Bator                                                      |  |
| 13:05       |                               |             |                                    |                                                                 |  |
|             | Estadísticas Dillon Stith (7) | Reporte Pts | Estadísticas (7) Alpha Solondrainy | Pabellón: Plaza Sükhbaatar Árbitros: Shi Qirong Alex Talisainen |  |

| 26 de junio | Serbia                             | 21–9        | Alemania                          | Ulán Bator                                                                 |  |
| 14:30       |                                    |             |                                   |                                                                            |  |
|             | Estadísticas Dejan Majstorović (9) | Reporte Pts | Estadísticas (4) Fabian Giessmann | Pabellón: Plaza Sükhbaatar Árbitros: Gonzalo Paz Chiapponi Alex Talisainen |  |

### Grupo B
| Pos. | Equipo         | PJ | G | P | PF | PC | DP  | Pts | Clasificación    |
| ---- | -------------- | -- | - | - | -- | -- | --- | --- | ---------------- |
| 1    | Estados Unidos | 4  | 4 | 0 | 84 | 62 | +22 | 8   | Cuartos de final |
| 2    | Letonia        | 4  | 3 | 1 | 81 | 68 | +13 | 7   | Octavos de final |
| 3    | Japón          | 4  | 2 | 2 | 70 | 77 | −7  | 6   | Octavos de final |
| 4    | Montenegro     | 4  | 1 | 3 | 61 | 78 | −17 | 5   |                  |
| 5    | Mongolia (H)   | 4  | 0 | 4 | 69 | 81 | −12 | 4   |                  |

 Fuente: FIBA
Criterios de clasificación: 1) Victorias; 2) Resultados cara a cara; 3) Puntos anotados.
| 23 de junio | Estados Unidos                 | 21–14       | Japón                      | Ulán Bator                                                          |  |
| 19:55       |                                |             |                            |                                                                     |  |
|             | Estadísticas Dylan Travis (10) | Reporte Pts | Estadísticas (9) Ryo Ozawa | Pabellón: Plaza Sükhbaatar Árbitros: Dorothy Okatch Alex Talisainen |  |

| 23 de junio | Letonia                          | 21–16       | Montenegro                       | Ulán Bator                                                      |  |
| 21:10       |                                  |             |                                  |                                                                 |  |
|             | Estadísticas Kārlis Lasmanis (9) | Reporte Pts | Estadísticas (6) Miloš Jovanović | Pabellón: Plaza Sükhbaatar Árbitros: Shi Qirong Alex Talisainen |  |

| 23 de junio | Mongolia                           | 18–21       | Estados Unidos              | Ulán Bator                                                            |  |
| 21:35       |                                    |             |                             |                                                                       |  |
|             | Estadísticas Ariunboldyn Anand (6) | Reporte Pts | Estadísticas (7) Mitch Hahn | Pabellón: Plaza Sükhbaatar Árbitros: Dorothy Okatch Vladimir Vesković |  |

| 23 de junio | Japón                       | 21–15       | Montenegro                      | Ulán Bator                                                        |  |
| 22:50       |                             |             |                                 |                                                                   |  |
|             | Estadísticas Ryo Ozawa (13) | Reporte Pts | Estadísticas (9) Petar Ivanović | Pabellón: Plaza Sükhbaatar Árbitros: Shi Qirong Vladimir Vesković |  |

| 23 de junio | Letonia                             | 21–16       | Mongolia                                    | Ulán Bator                                                            |  |
| 23:15       |                                     |             |                                             |                                                                       |  |
|             | Estadísticas Kristaps Gluditis (16) | Reporte Pts | Estadísticas (6) Davaasambuugiin Delgernyam | Pabellón: Plaza Sükhbaatar Árbitros: Dorothy Okatch Vladimir Vesković |  |

| 25 de junio | Estados Unidos                | 21–18       | Letonia                         | Ulán Bator                                                        |  |
| 16:45       |                               |             |                                 |                                                                   |  |
|             | Estadísticas Dylan Travis (7) | Reporte Pts | Estadísticas (10) Nauris Miezis | Pabellón: Plaza Sükhbaatar Árbitros: Shi Qirong Vladimir Vesković |  |

| 25 de junio | Montenegro                       | 18–15       | Mongolia                                    | Ulán Bator                                                              |  |
| 18:00       |                                  |             |                                             |                                                                         |  |
|             | Estadísticas Petar Ivanović (11) | Reporte Pts | Estadísticas (7) Davaasambuugiin Delgernyam | Pabellón: Plaza Sükhbaatar Árbitros: Brigitta Csabai-Kaskötő Shi Qirong |  |

| 25 de junio | Japón                      | 14–21       | Letonia                        | Ulán Bator                                                                     |  |
| 18:25       |                            |             |                                |                                                                                |  |
|             | Estadísticas Ryo Ozawa (9) | Reporte Pts | Estadísticas (8) Nauris Miezis | Pabellón: Plaza Sükhbaatar Árbitros: Brigitta Csabai-Kaskötő Vladimir Vesković |  |

| 25 de junio | Montenegro                      | 12–21       | Estados Unidos                 | Ulán Bator                                                                     |  |
| 19:50       |                                 |             |                                |                                                                                |  |
|             | Estadísticas Petar Ivanović (7) | Reporte Pts | Estadísticas (13) Dylan Travis | Pabellón: Plaza Sükhbaatar Árbitros: Brigitta Csabai-Kaskötő Vladimir Vesković |  |

| 25 de junio | Mongolia                                      | 20–21       | Japón                       | Ulán Bator                                                            |  |
| 20:15       |                                               |             |                             |                                                                       |  |
|             | Estadísticas D. Delgernyam, O. Enkhbaatar (8) | Reporte Pts | Estadísticas (15) Ryo Ozawa | Pabellón: Plaza Sükhbaatar Árbitros: Gonzalo Paz Chiapponi Shi Qirong |  |

### Grupo C
| Pos. | Equipo      | PJ | G | P | PF | PC | DP  | Pts | Clasificación    |
| ---- | ----------- | -- | - | - | -- | -- | --- | --- | ---------------- |
| 1    | China       | 4  | 3 | 1 | 77 | 74 | +3  | 7   | Cuartos de final |
| 2    | Puerto Rico | 4  | 3 | 1 | 81 | 68 | +13 | 7   | Octavos de final |
| 3    | Austria     | 4  | 2 | 2 | 69 | 71 | −2  | 6   | Octavos de final |
| 4    | Francia     | 4  | 1 | 3 | 68 | 75 | −7  | 5   |                  |
| 5    | Canadá      | 4  | 1 | 3 | 76 | 83 | −7  | 5   |                  |

 Fuente: FIBA
Criterios de clasificación: 1) Victorias; 2) Resultados cara a cara; 3) Puntos anotados.
Notas:
1. 1 2  China 21–17 Puerto Rico
2. 1 2  Canadá 18–21 Francia

| 24 de junio | Austria                                  | 19–22       | Canadá                                  | Ulán Bator                                                          |  |
| 14:55       |                                          |             |                                         |                                                                     |  |
|             | Estadísticas T. Blazan, M. Linortner (8) | Reporte Pts | Estadísticas (7) J. Desrosiers, G. Audu | Pabellón: Plaza Sükhbaatar Árbitros: Deanna Johnson Alex Talisainen |  |

| 24 de junio | China                             | 21–17       | Puerto Rico                    | Ulán Bator                                                                   |  |
| 17:10       |                                   |             |                                |                                                                              |  |
|             | Estadísticas Dianliang Zhang (10) | Reporte Pts | Estadísticas (6) Antonio Ralat | Pabellón: Plaza Sükhbaatar Árbitros: Gonzalo Paz Chiapponi Vladimir Vesković |  |

| 24 de junio | Francia                         | 13–17       | Austria                      | Ulán Bator                                                                     |  |
| 17:35       |                                 |             |                              |                                                                                |  |
|             | Estadísticas Raphaël Wilson (6) | Reporte Pts | Estadísticas (9) Toni Blazan | Pabellón: Plaza Sükhbaatar Árbitros: Brigitta Csabai-Kaskötő Vladimir Vesković |  |

| 24 de junio | Canadá                             | 20–22       | China                             | Ulán Bator                                                            |  |
| 19:00       |                                    |             |                                   |                                                                       |  |
|             | Estadísticas Jérôme Desrosiers (9) | Reporte Pts | Estadísticas (10) Dianliang Zhang | Pabellón: Plaza Sükhbaatar Árbitros: Dorothy Okatch Vladimir Vesković |  |

| 24 de junio | Francia                         | 18–22       | Puerto Rico                     | Ulán Bator                                                                         |  |
| 19:25       |                                 |             |                                 |                                                                                    |  |
|             | Estadísticas Raphaël Wilson (6) | Reporte Pts | Estadísticas (13) Antonio Ralat | Pabellón: Plaza Sükhbaatar Árbitros: Gonzalo Paz Chiapponi Brigitta Csabai-Kaskötő |  |

| 26 de junio | Puerto Rico                     | 21–12       | Austria                       | Ulán Bator                                                                         |  |
| 14:55       |                                 |             |                               |                                                                                    |  |
|             | Estadísticas Antonio Ralat (12) | Reporte Pts | Estadísticas (7) Quincy Diggs | Pabellón: Plaza Sükhbaatar Árbitros: Brigitta Csabai-Kaskötõ Gonzalo Paz Chiapponi |  |

| 26 de junio | Canadá                              | 18–21       | Francia                          | Ulán Bator                                                            |  |
| 17:10       |                                     |             |                                  |                                                                       |  |
|             | Estadísticas G. Audu, A. Rhooms (8) | Reporte Pts | Estadísticas (11) Raphaël Wilson | Pabellón: Plaza Sükhbaatar Árbitros: Deanna Jackson Vladimir Vesković |  |

| 26 de junio | Austria                        | 21–17       | China                      | Ulán Bator                                                            |  |
| 17:35       |                                |             |                            |                                                                       |  |
|             | Estadísticas Quincy Diggs (11) | Reporte Pts | Estadísticas (7) Guo Hanyu | Pabellón: Plaza Sükhbaatar Árbitros: Dorothy Okatch Vladimir Vesković |  |

| 26 de junio | Puerto Rico                     | 21–17       | Canadá                             | Ulán Bator                                                           |  |
| 19:00       |                                 |             |                                    |                                                                      |  |
|             | Estadísticas Antonio Ralat (11) | Reporte Pts | Estadísticas (8) Jérôme Desrosiers | Pabellón: Plaza Sükhbaatar Árbitros: Najib Chajiddine Deanna Jackson |  |

| 26 de junio | China                      | 18–16       | Francia                         | Ulán Bator                                                            |  |
| 19:25       |                            |             |                                 |                                                                       |  |
|             | Estadísticas Guo Hanyu (8) | Reporte Pts | Estadísticas (9) Franck Seguela | Pabellón: Plaza Sükhbaatar Árbitros: Deanna Johnson Vladimir Vesković |  |

### Grupo D
| Pos. | Equipo       | PJ | G | P | PF | PC | DP | Pts | Clasificación    |
| ---- | ------------ | -- | - | - | -- | -- | -- | --- | ---------------- |
| 1    | Suiza        | 4  | 3 | 1 | 65 | 67 | −2 | 7   | Cuartos de final |
| 2    | Países Bajos | 4  | 3 | 1 | 77 | 70 | +7 | 7   | Octavos de final |
| 3    | España       | 4  | 2 | 2 | 77 | 68 | +9 | 6   | Octavos de final |
| 4    | Lituania     | 4  | 1 | 3 | 69 | 76 | −7 | 5   |                  |
| 5    | Gran Bretaña | 4  | 1 | 3 | 74 | 81 | −7 | 5   |                  |

 Fuente: FIBA
Criterios de clasificación: 1) Victorias; 2) Resultados cara a cara; 3) Puntos anotados.
Notas:
1. 1 2  Países Bajos 15–16 Suiza
2. 1 2  Lituania 21–18 Gran Bretaña

| 23 de junio | España                              | 21–12       | Suiza                            | Ulán Bator                                                                         |  |
| 11:50       |                                     |             |                                  |                                                                                    |  |
|             | Estadísticas Iván Aurrecoechea (10) | Reporte Pts | Estadísticas (6) Natan Jurkovitz | Pabellón: Plaza Sükhbaatar Árbitros: Gonzalo Paz Chiapponi Brigitta Csabai-Kaskötő |  |

| 23 de junio | Gran Bretaña                             | 19–20       | Países Bajos                         | Ulán Bator                                                           |  |
| 12:15       |                                          |             |                                      |                                                                      |  |
|             | Estadísticas Dwayne Lautier-Ogunleye (8) | Reporte Pts | Estadísticas (8) Dimeo van der Horst | Pabellón: Plaza Sükhbaatar Árbitros: Najib Chajiddine Deanna Jackson |  |

| 23 de junio | Lituania                            | 14–21       | España                              | Ulán Bator                                                                  |  |
| 13:40       |                                     |             |                                     |                                                                             |  |
|             | Estadísticas Titas Januševičius (7) | Reporte Pts | Estadísticas (11) Iván Aurrecoechea | Pabellón: Plaza Sükhbaatar Árbitros: Najib Chajiddine Gonzalo Paz Chiapponi |  |

| 23 de junio | Suiza                            | 21–16       | Gran Bretaña                              | Ulán Bator                                                                  |  |
| 14:05       |                                  |             |                                           |                                                                             |  |
|             | Estadísticas Jonathan Kazadi (9) | Reporte Pts | Estadísticas (11) Dwayne Lautier-Ogunleye | Pabellón: Plaza Sükhbaatar Árbitros: Brigitta Csabai-Kaskötő Deanna Jackson |  |

| 23 de junio | Países Bajos                    | 21–19       | Lituania                           | Ulán Bator                                                        |  |
| 19:30       |                                 |             |                                    |                                                                   |  |
|             | Estadísticas Worthy de Jong (9) | Reporte Pts | Estadísticas (7) Aurelijus Pukelis | Pabellón: Plaza Sükhbaatar Árbitros: Shi Qirong Vladimir Vesković |  |

| 25 de junio | Lituania                             | 21–18       | Gran Bretaña                             | Ulán Bator                                                          |  |
| 11:50       |                                      |             |                                          |                                                                     |  |
|             | Estadísticas Titas Januševičius (11) | Reporte Pts | Estadísticas (9) Dwayne Lautier-Ogunleye | Pabellón: Plaza Sükhbaatar Árbitros: Deanna Jackson Alex Talisainen |  |

| 25 de junio | Países Bajos                    | 15–16       | Suiza                           | Ulán Bator                                                           |  |
| 12:15       |                                 |             |                                 |                                                                      |  |
|             | Estadísticas Worthy de Jong (8) | Reporte Pts | Estadísticas (6) Jonathan Dubas | Pabellón: Plaza Sükhbaatar Árbitros: Najib Chajiddine Deanna Jackson |  |

| 25 de junio | Gran Bretaña                              | 21–19       | España                             | Ulán Bator                                                           |  |
| 13:40       |                                           |             |                                    |                                                                      |  |
|             | Estadísticas Dwayne Lautier-Ogunleye (12) | Reporte Pts | Estadísticas (8) Iván Aurrecoechea | Pabellón: Plaza Sükhbaatar Árbitros: Najib Chajiddine Deanna Jackson |  |

| 25 de junio | Suiza                            | 16–15       | Lituania                           | Ulán Bator                                                          |  |
| 14:05       |                                  |             |                                    |                                                                     |  |
|             | Estadísticas Natan Jurkovitz (5) | Reporte Pts | Estadísticas (9) Aurelijus Pukelis | Pabellón: Plaza Sükhbaatar Árbitros: Dorothy Okatch Alex Talisainen |  |

| 25 de junio | España                             | 16–21       | Países Bajos                    | Ulán Bator                                                                         |  |
| 16:20       |                                    |             |                                 |                                                                                    |  |
|             | Estadísticas Iván Aurrecoechea (7) | Reporte Pts | Estadísticas (8) Worthy de Jong | Pabellón: Plaza Sükhbaatar Árbitros: Gonzalo Paz Chiapponi Brigitta Csabai-Kaskötő |  |

## Fase eliminatoria

### Cuadro
|  | Octavos de final | Octavos de final |                |          | Cuartos de final | Cuartos de final |  |        | Semifinales | Semifinales |        |              | Final        | Final       |  |
|  | 27 de junio      | 27 de junio      |                |          | 28 de junio      | 28 de junio      |  |        | 29 de junio | 29 de junio |        |              | 29 de junio  | 29 de junio |  |
|  |                  |                  |                |          |                  |                  |  |        |             |             |        |              |              |             |  |
|  |                  |                  |                |          |                  |                  |  |        |             |             |        |              |              |             |  |
|  |                  |                  |                |          |                  |                  |  |        |             |             |        |              |              |             |  |
|  |                  |                  |                |          |                  |                  |  |        |             |             |        |              |              |             |  |
|  |                  |                  |                |          |                  |                  |  |        |             |             |        |              |              |             |  |
|  |                  | Serbia           | 20             |          |                  |                  |  |        |             |             |        |              |              |             |  |
|  |                  |                  | 20             |          |                  |                  |  |        |             |             |        |              |              |             |  |
|  |                  |                  | Puerto Rico    | 19       |                  |                  |  |        |             |             |        |              |              |             |  |
|  | Puerto Rico      | 22               | Puerto Rico    | 19       |                  |                  |  |        |             |             |        |              |              |             |  |
|  | Puerto Rico      | 22               |                |          |                  |                  |  |        |             |             |        |              |              |             |  |
|  | Japón            | 14               |                |          |                  |                  |  |        |             |             |        |              |              |             |  |
|  | Japón            | 14               |                |          |                  |                  |  | Serbia | 11          |             |        |              |              |             |  |
|  |                  |                  |                |          |                  |                  |  | Serbia | 11          |             |        |              |              |             |  |
|  |                  |                  | Suiza          | 21       |                  |                  |  |        |             |             |        |              |              |             |  |
|  | Letonia          | 21               | Suiza          | 21       |                  |                  |  |        |             |             |        |              |              |             |  |
|  | Letonia          | 21               |                |          |                  |                  |  |        |             |             |        |              |              |             |  |
|  | Austria          | 18               |                |          |                  |                  |  |        |             |             |        |              |              |             |  |
|  | Austria          | 18               |                | Letonia  | 15               |                  |  |        |             |             |        |              |              |             |  |
|  |                  |                  |                | Letonia  | 15               |                  |  |        |             |             |        |              |              |             |  |
|  |                  |                  | Suiza          | 21       |                  |                  |  |        |             |             |        |              |              |             |  |
|  |                  |                  | Suiza          | 21       |                  |                  |  |        |             |             |        |              |              |             |  |
|  |                  |                  |                |          |                  |                  |  |        |             |             |        |              |              |             |  |
|  |                  |                  |                |          |                  |                  |  |        |             |             |        |              |              |             |  |
|  |                  |                  |                |          |                  |                  |  |        |             | Suiza       | 17     |              |              |             |  |
|  |                  |                  |                |          |                  |                  |  |        |             |             | 17     |              |              |             |  |
|  |                  |                  | España         | 21       |                  |                  |  |        |             |             |        |              |              |             |  |
|  |                  |                  | España         | 21       |                  |                  |  |        |             |             |        |              |              |             |  |
|  |                  |                  |                |          |                  |                  |  |        |             |             |        |              |              |             |  |
|  |                  |                  |                |          |                  |                  |  |        |             |             |        |              |              |             |  |
|  |                  | China            | 16             |          |                  |                  |  |        |             |             |        |              |              |             |  |
|  |                  |                  | 16             |          |                  |                  |  |        |             |             |        |              |              |             |  |
|  |                  |                  | España         | 21       |                  |                  |  |        |             |             |        |              |              |             |  |
|  | Australia        | 10               | España         | 21       |                  |                  |  |        |             |             |        |              |              |             |  |
|  | Australia        | 10               |                |          |                  |                  |  |        |             |             |        |              |              |             |  |
|  | España           | 21               |                |          |                  |                  |  |        |             |             |        |              |              |             |  |
|  | España           | 21               |                |          |                  |                  |  | España | 21          |             |        |              |              |             |  |
|  |                  |                  |                |          |                  |                  |  | España | 21          |             |        |              |              |             |  |
|  |                  |                  | Alemania       | 15       |                  |                  |  |        |             |             |        |              |              |             |  |
|  | Países Bajos     | 18               | Alemania       | 15       |                  |                  |  |        |             |             |        |              |              |             |  |
|  | Países Bajos     | 18               |                |          |                  |                  |  |        |             |             |        |              |              |             |  |
|  | Alemania         | 19               |                |          |                  |                  |  |        |             |             |        |              |              |             |  |
|  | Alemania         | 19               |                | Alemania | 22               |                  |  |        |             |             |        | Tercer lugar | Tercer lugar |             |  |
|  |                  |                  |                | Alemania | 22               |                  |  |        |             |             |        | Tercer lugar | Tercer lugar |             |  |
|  |                  |                  | Estados Unidos | 14       |                  |                  |  |        |             |             |        |              |              |             |  |
|  |                  |                  | Estados Unidos | 14       |                  |                  |  |        |             |             | Serbia | 21           |              |             |  |
|  |                  |                  |                |          |                  |                  |  |        |             |             | Serbia | 21           |              |             |  |
|  |                  |                  |                |          |                  |                  |  |        |             |             |        |              | Alemania     | 16          |  |
|  |                  |                  |                |          |                  |                  |  |        |             |             |        |              | Alemania     | 16          |  |
|  |                  |                  |                |          |                  |                  |  |        |             |             |        |              |              |             |  |

#### Octavos de final
| 27 de junio | Puerto Rico                      | 22–14       | Japón                      | Ulán Bator                                                                  |  |
| 17:00       |                                  |             |                            |                                                                             |  |
|             | Estadísticas Leandro Allende (8) | Reporte Pts | Estadísticas (7) Ryo Ozawa | Pabellón: Plaza Sükhbaatar Árbitros: Najib Chajiddine Gonzalo Paz Chiapponi |  |

| 27 de junio | Letonia                          | 21–18       | Austria                       | Ulán Bator                                                                     |  |
| 17:25       |                                  |             |                               |                                                                                |  |
|             | Estadísticas Kārlis Lasmanis (7) | Reporte Pts | Estadísticas (9) Quincy Diggs | Pabellón: Plaza Sükhbaatar Árbitros: Brigitta Csabai-Kaskötő Vladimir Vesković |  |

| 27 de junio | Australia                      | 10–21       | España                           | Ulán Bator                                                        |  |
| 19:00       |                                |             |                                  |                                                                   |  |
|             | Estadísticas Jonah Antonio (5) | Reporte Pts | Estadísticas (9) Carlos Martínez | Pabellón: Plaza Sükhbaatar Árbitros: Shi Qirong Vladimir Vesković |  |

| 27 de junio | Países Bajos                         | 18–19       | Alemania                          | Ulán Bator                                                          |  |
| 19:25       |                                      |             |                                   |                                                                     |  |
|             | Estadísticas Dimeo van der Horst (7) | Reporte Pts | Estadísticas (9) Fabian Giessmann | Pabellón: Plaza Sükhbaatar Árbitros: Deanna Jackson Alex Talisainen |  |

#### Cuartos de final
| 28 de junio | Serbia                          | 20–19       | Puerto Rico                    | Ulán Bator                                                           |  |
| 18:00       |                                 |             |                                |                                                                      |  |
|             | Estadísticas Tres jugadores (6) | Reporte Pts | Estadísticas (9) Antonio Ralat | Pabellón: Plaza Sükhbaatar Árbitros: Najib Chajiddine Deanna Jackson |  |

| 28 de junio | Letonia                          | 15–21       | Suiza                                       | Ulán Bator                                                      |  |
| 18:25       |                                  |             |                                             |                                                                 |  |
|             | Estadísticas Kārlis Lasmanis (6) | Reporte Pts | Estadísticas (6) N. Jurkovitz, T. Jurkovitz | Pabellón: Plaza Sükhbaatar Árbitros: Alex Talisainen Shi Qirong |  |

| 28 de junio | China                            | 16–21       | España                         | Ulán Bator                                                                  |  |
| 20:20       |                                  |             |                                |                                                                             |  |
|             | Estadísticas Zhang Dianliang (8) | Reporte Pts | Estadísticas (7) Guim Expósito | Pabellón: Plaza Sükhbaatar Árbitros: Gonzalo Paz Chiapponi Najib Chajiddine |  |

| 28 de junio | Alemania                        | 22–14       | Estados Unidos                | Ulán Bator                                                                     |  |
| 20:45       |                                 |             |                               |                                                                                |  |
|             | Estadísticas Denzel Agyeman (8) | Reporte Pts | Estadísticas (5) James Parrot | Pabellón: Plaza Sükhbaatar Árbitros: Vladimir Vesković Brigitta Csabai-Kaskötő |  |

#### Semifinales
| 29 de junio | Serbia                         | 11–21       | Suiza                           | Ulán Bator                 |  |
| 18:00       |                                |             |                                 |                            |  |
|             | Estadísticas Nemanja Barać (4) | Reporte Pts | Estadísticas (9) Jonathan Dubas | Pabellón: Plaza Sükhbaatar |  |

| 29 de junio | España                         | 21–15       | Alemania                     | Ulán Bator                 |  |
| 18:25       |                                |             |                              |                            |  |
|             | Estadísticas Guim Expósito (7) | Reporte Pts | Estadísticas (8) Leon Fertig | Pabellón: Plaza Sükhbaatar |  |

#### Tercer lugar
| 29 de junio | Serbia                           | 21–16       | Alemania                          | Ulán Bator                 |  |
| 19:25       |                                  |             |                                   |                            |  |
|             | Estadísticas Marko Branković (9) | Reporte Pts | Estadísticas (7) Fabian Giessmann | Pabellón: Plaza Sükhbaatar |  |

#### Final
| 29 de junio | Suiza                            | 17–21       | España                          | Ulán Bator                 |  |
| 20:25       |                                  |             |                                 |                            |  |
|             | Estadísticas Jonathan Kazadi (7) | Reporte Pts | Estadísticas (12) Diego de Blas | Pabellón: Plaza Sükhbaatar |  |

|                            |
| Bandera de España          |
| Campeón España 1.er título |

| España                                                        | Suiza                                                           | Serbia                                                           |
| ------------------------------------------------------------- | --------------------------------------------------------------- | ---------------------------------------------------------------- |
| Iván Aurrecoechea Diego de Blas Guim Expósito Carlos Martínez | Jonathan Dubas Natan Jurkovitz Thomas Jurkovitz Jonathan Kazadi | Nemanja Barać Marko Branković Dejan Majstrović Strahina Stojačić |